# Улица Асташкина
Улица Асташкина находится в Одессе, в историческом центре города. От Тираспольской улицы идёт параллельно Старопортофраковской и сливается с Дегтярной улицей у площади Льва Толстого.

## История
На городских планах с 1814 года (Кривая улица). Окраинное расположение улицы определило её хозяйственный характер. После прокладки Бульварной (Старопортофранковской) улицы здесь появились строения, которые разделили Кривую улицу на две части (показаны на картах 1864 и 1866 гг.). В списке одесских улиц 1865 года указаны Кривая и Другая Кривая улицы. Одна из частей улицы, от Херсонской (ныне — Пастера) до Ольгиевской, стала продолжением Ямской улицы и называлась «Кривая-Ямская» улица (1870—1886). Часть от Тираспольской до Гулевой из-за небольшой протяжённости называлась также Кривым переулком. Вдоль кордона Порто-Франко были выстроены казармы. Некоторые из них позднее были переоборудованы под провиантские склады (одноэтажное здание бывшего провиантского склада сохранилось между пер. Толстого и пер. Асташкина), что и определило новое название улицы — Провиантская (с 20 сентября 1902 г.).
Современное название улица получила в 1971 году в честь Героя Советского Союза Михаила Егоровича Асташкина, лётчика-истребителя 69-го истребительного авиаполка, повторившего 14 сентября 1941 года в бою под Одессой подвиг Гастелло.

## Достопримечательности

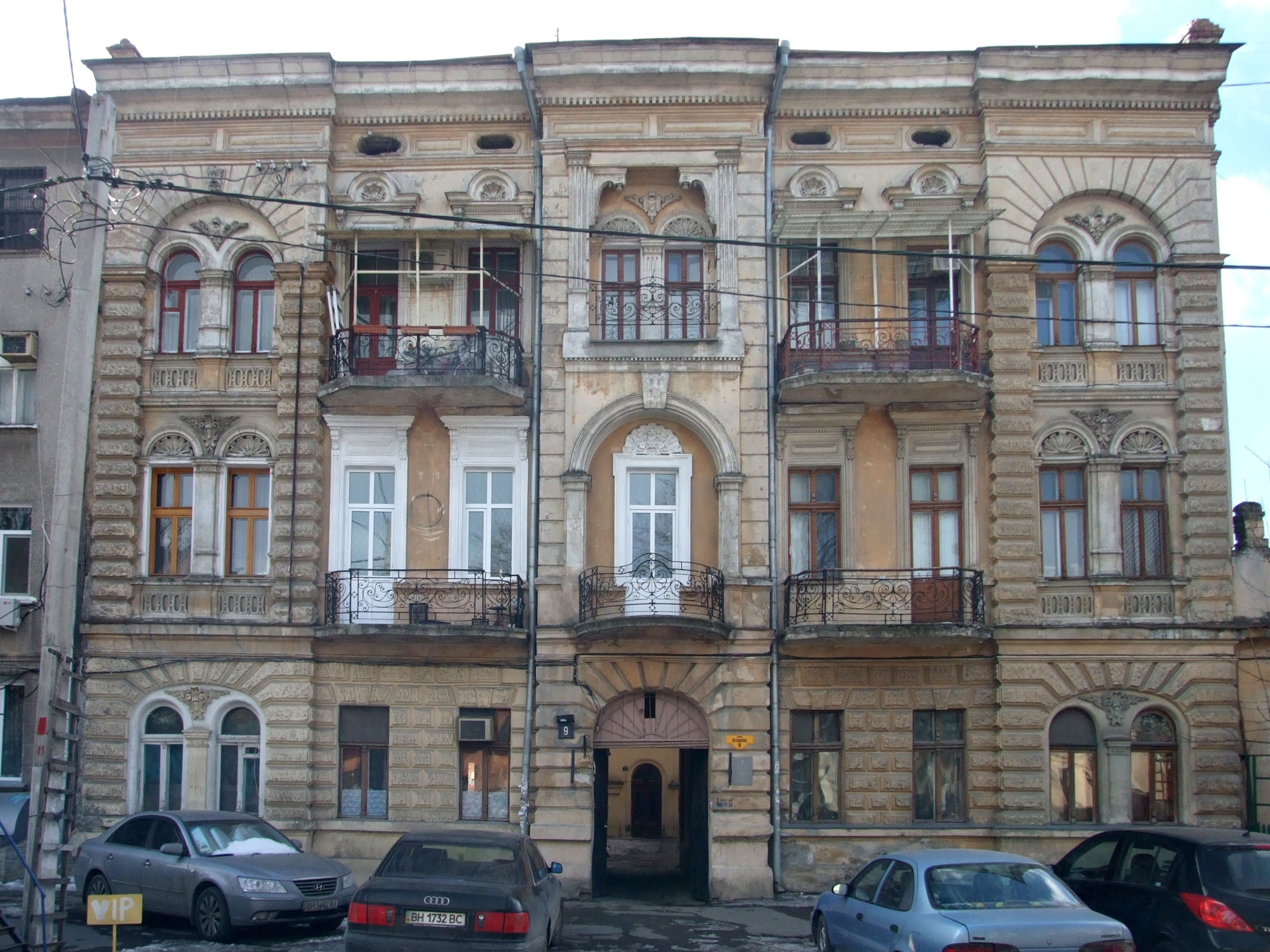
Бывший доходный дом Рыбака

- Д.3 -  дом, в котором жили известный украинский живописец Кац Адам Захарович и украинский переводчик Буше Иван Семенович
- Д.6 — баня № 4[1]
- Д.9 — бывший доходный дом Рыбака[2]  памятник архитектуры
- Д.17 - дом, в котором родился и жил Донской Марк Семенович, советский кинорежиссёр, Народный артист СССР.

## Известные жители
• В доме 3 родился и вырос (1923 - 1941 г.г.) украинский живописец Кац Адам Захарович, в период 1944 - 1979 г.г. проживал украинский переводчик Буше Иван Семенович.
• В доме 17 родился и вырос ( 1901-1918 г.г.) советский кинорежиссер, народный артист СССР Донской Марк Семенович.